# عبدالله خان استاجلو

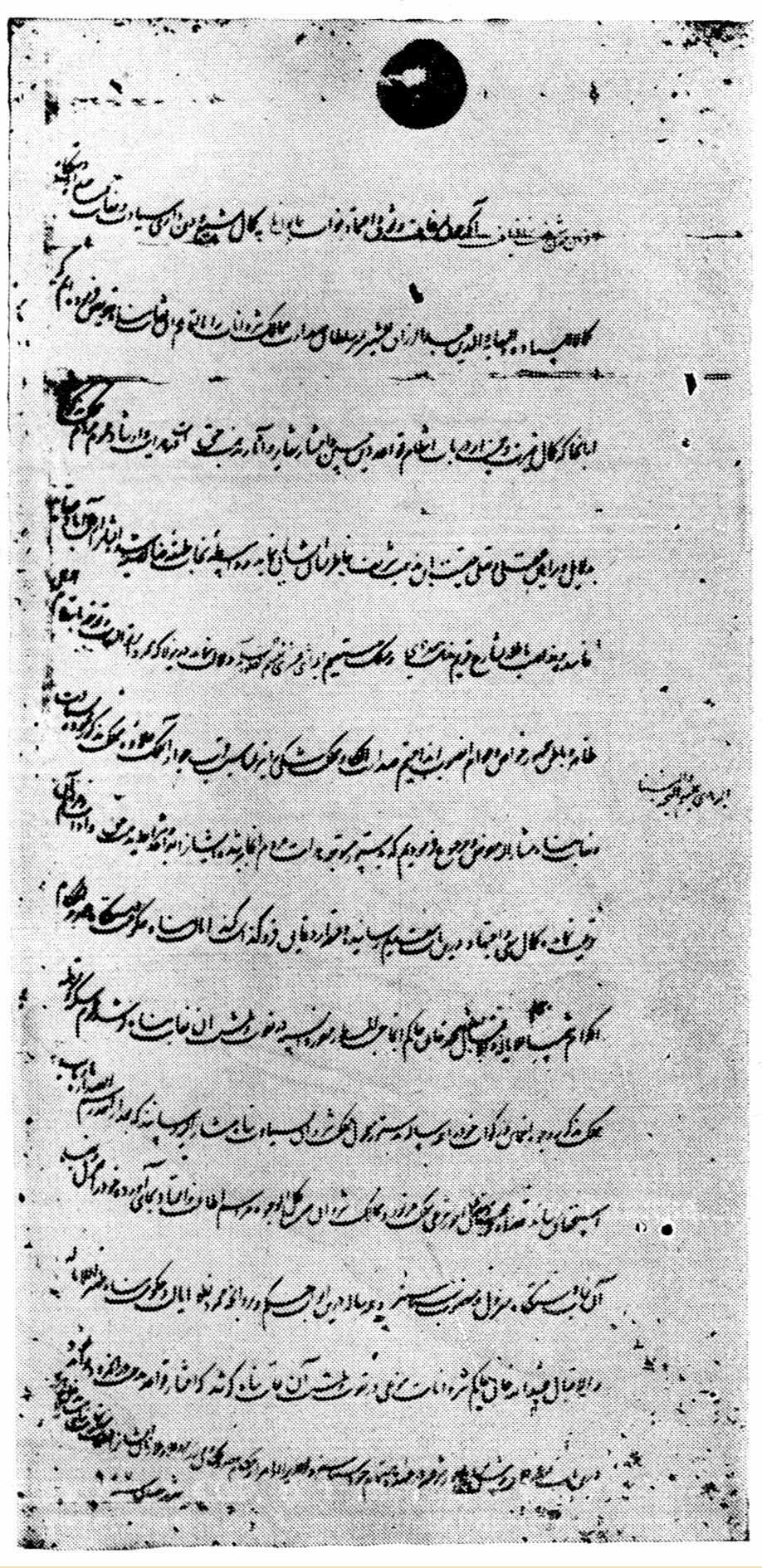
نامه ای که در آن شاه طهماسب صفوی اول عبدالله خان استاجلو را به عنوان امیرالامرا و دیوان بیگی شیروان منصوب می کند

عبدالله خان استاجلو (درگذشت ۱۵۶۶/۶۷) از مقامات عالی‌رتبه صفوی از اصلیت ترکمن بود، که در زمان سلطنت شاه طهماسب اول (۱۵۲۴–۱۵۲۴) خدمت می‌کرد. وی ابتدا امیرالامرا (فرمانده کل قوا)، سپس دیوان‌بیگی و سپس از سال ۱۵۴۹ تا ۱۵۶۵ یا ۱۵۶۶ حاکم شیروان بود. 

## زندگی‌نامه
عبدالله‌خان فرزند قراخان استاجلو و همسرش، خواهرِ شاه اسماعیل اول (سلطنت ۱۵۰۱–۱۵۲۴) بود و بدین ترتیب برادرزاده طهماسپ اول فرزند و جانشین اسماعیل بود. او خود نیز با شاهزاده‌ای صفوی بنام فرنگیس خانم دختر اسماعیل اول ازدواج کرد.  
وی در سال ۱۵۴۹ پس از خدمت به عنوان امیرالامرا و دیوان‌بیگی، به ولایت شیروان منصوب شد، پستی که سال‌ها در آن ماند. عبدالله‌خان در سال ۱۵۶۲–۱۵۶۳ سفیرانی را برای بحث و گفتگو در مورد تجارت به مسکو پایتخت روسیه تزاری فرستاد. در دهه ۱۵۶۰، عبدالله خان به شرکت مسکووی که آنتونی جنکینسون مأمورش در ایران بود امتیاز تجارت اعطا کرد.  نوهٔ عبدالله‌خان، سلمان خان استاجلو (شاه‌قلی میرزا) (درگذشت ۱۶۲۳–۱۶۲۴)، به نوبه خود یکی از «بالاترین و ثروتمندترین مقام‌های دولت» شد. 

## یادداشت
1. ↑  طبق گفته Floor (2008)، مسئولیت وی به عنوان فرماندار شیروان در سال ۱۵۶۵ به پایان رسید. [۱]
طبق گفته Nashat & Beck (2003)، دوره تصدی وی یا در سال ۱۵۶۶ یا "شاید حتی" در سال ۱۵۷۷ به پایان رسید که دومی "سال درگذشت اوست". [۲]
 به گفته Newman (2008)، وی در "۱۵۶۶–۷" درگذشت. [۳]
Floor (2008) همچنین در صفحه در مورد شیروان می‌افزاید که وی از سال ۱۵۴۹–۵۰ فرماندار شکی بود، اما در صفحه دربارهٔ خود شکی وی را به عنوان فرماندار درج نمی‌کند [۱]
2. ↑  برای جلوگیری از اختلاط با پری خان خانم دختر طهماسپ، گاه از این دختر اسماعیل اول به عنوان پری خان خانم اول یاد می‌شود و دختر طهماسپ اول را پری خان خانم دوم می‌نامند.